# Colomesus
Genre
Colomesus est un genre de poissons de l'ordre des tetraodontiformes.

## Liste des espèces
Selon FishBase (9 novembre 2015) et ITIS (9 novembre 2015) :
- Colomesus asellus (Müller & Troschel, 1849) -- Eaux douces de l'Amazonie (non reconnu par WoRMS[3])
- Colomesus psittacus (Bloch & Schneider, 1801) -- Caraïbes et Atlantique tropical ouest

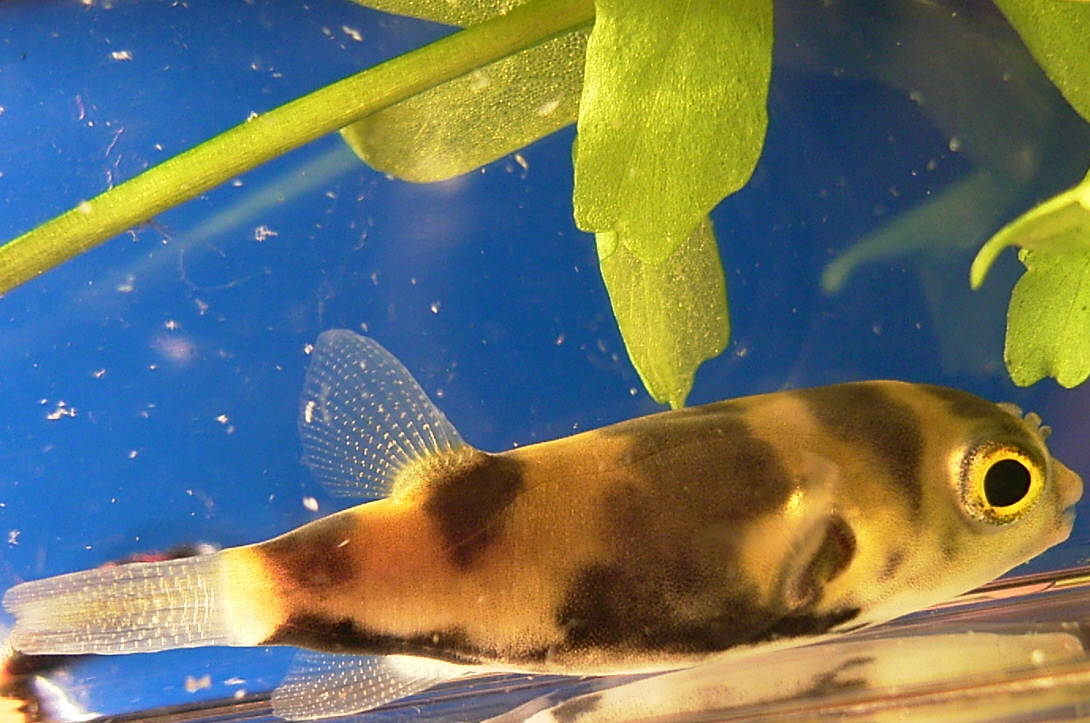
Colomesus asellus
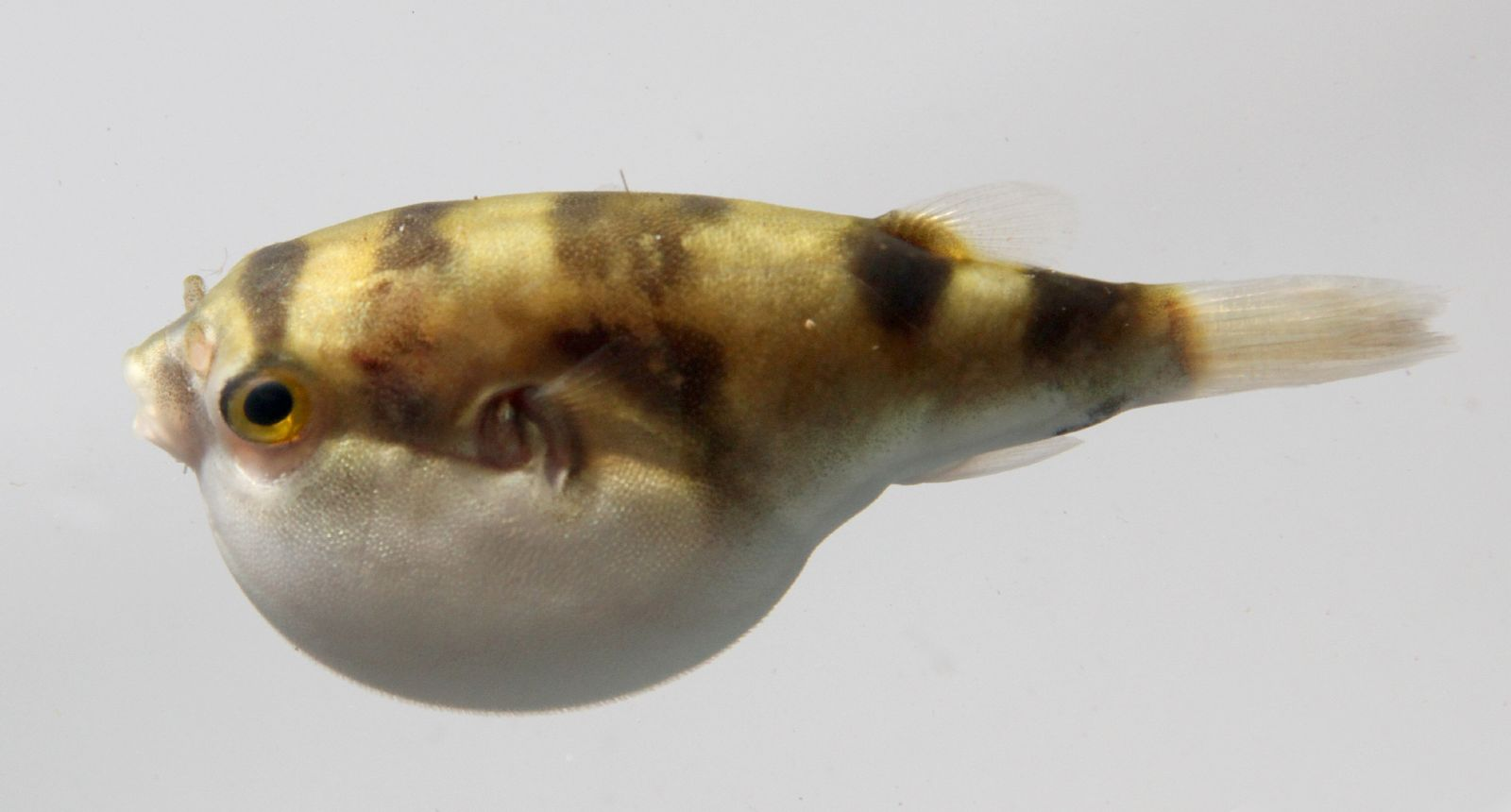
Colomesus psittacus